# Vinarce
Vinarce je naselje u gradu Leskovcu, Jablanički upravni okrug, Srbija. Prema popisu iz 2022. godine u Vinarcu je živjelo 2327 stanovnika.